# Мартынов, Михаил Максимович
Михаи́л Макси́мович Марты́нов (13 июня 1921 — 5 февраля 1994) — советский военнослужащий, участник Великой Отечественной войны, полный кавалер ордена Славы, командир отделения 26-го отдельного огнемётного батальона сержант.

## Биография
Родился 13 июня 1921 года в деревне Карлино Краснослободского уезда Пензенской губернии. Работал в колхозе.
В 1941 году был призван в Красную Армию. На фронте в Великую Отечественную войну с июня 1941 года. Воевал зенитчиком, потом воздушным десантником, был ранен. После госпиталя прошёл курсы огнеметчиков. Вернувшись на фронт, был зачислен в 26-й отдельный огнемётный батальон. Как огнемётчик боевое крещение получил в боях на Северном Кавказе. В составе батальоне прошёл до конца войны.
Огнемётчики, накануне наступления, скрытно выставляли своё оружие вблизи вражеских позиций. С началом боя, когда пехота переходила в атаку, струи пламени уничтожали огневые точки противника. Если не хватало дальности огнемётов, в ход шли автоматы и гранаты. Именно так, гранатами, в Новороссийске Мартынов уничтожил один из дзотов. Затем были бои за Крым, освобождение Польши и Чехословакии.
2 октября 1944 года южнее города Санок сержант Мартынов со своим отделением отразили контратаку противника, вывели из строя около 10 вражеских солдат. Во время рекогносцировки Мартынов неожиданно столкнулся с группой солдат противника, огнём из автомата частично истребил и рассеял её.
Приказом от 3 ноября 1944 года сержант Мартынов Михаил Максимович награждён орденом Славы 3-й степени.
18 декабря 1944 года у города Кошице при отражении контратаки Мартынов сразил 6 вражеских солдат, был ранен, но продолжал выполнять боевую задачу.
Приказом от 10 января 1945 года сержант Мартынов Михаил Максимович награждён орденом Славы 2-й степени.
В начале мая 1945 года у населённого пункта Бомбры сержант Мартынов, действуя во главе группы, выбил противника с высоты, подавил 2 пулемёта и сразил 8 солдат врага. Фронтовой путь закончил в городе Праге.
Указом Президиума Верховного Совета СССР от 15 мая 1946 года за исключительное мужество, отвагу и бесстрашие в боях с вражескими захватчиками сержант Мартынов Михаил Максимович награждён орденом Славы 1-й степени. Стал полным кавалером ордена Славы.
В 1946 году был демобилизован. Вернулся на родину. Трудился в колхозе. Последние годы жил в городе Краснослободске. Скончался 5 февраля 1994 года.
Награждён орденами Отечественной войны 1-й степени, Славы 3-х степеней, медалями, в том числе двумя медалями «За отвагу».

## Увековечение памяти
- Памятная доска Мартынову Михаилу Максимовичу была установлена на мемориальном комплексе воинам, погибшим в годы Великой Отечественной войны, на площади Победы в г. Краснослободск. Демонтирована в 2019 году в связи с установкой бюста героя.

Памятная доска Мартынову Михаилу Максимовичу установлена на мемориальном комплексе воинам, погибшим в годы Великой Отечественной войны, на площади Победы в г. Краснослободск
Бюст М. М. Мартынова (площадь Победы, Краснослободск)